# 近畿中部防衛局
近畿中部防衛局（きんきちゅうぶぼうえいきょく、Kinki-Chubu Defense Bureau）は、防衛省の地方防衛局のひとつ。防衛施設庁による汚職事件により防衛施設庁が廃止され、2007年9月1日に装備本部（装備施設本部）大阪支部（舞鶴事務所を含み広島事務所、玉野事務所を除く）、名古屋支部（岐阜事務所を含む）が大阪防衛施設局（防衛施設局）を統合し発足した。
大阪府、兵庫県、奈良県、京都府、滋賀県、和歌山県、愛知県、岐阜県、三重県、福井県、石川県、富山県を管轄する。
下部組織に、小松防衛事務所、京都防衛事務所、舞鶴防衛事務所、東海防衛支局、東海防衛支局岐阜防衛事務所がある。

## 所在地・管轄区域
- 近畿中部防衛局（本部）

大阪市中央区大手前4-1-67 大阪合同庁舎第2号館
大阪府、兵庫県、奈良県、和歌山県、滋賀県、京都府、富山県、石川県、福井県
【防衛装備品に関する事務-大阪府、滋賀県、奈良県、和歌山県、京都府（福知山市、舞鶴市、綾部市、宮津市、京丹後市、与謝郡を除く）、兵庫県（豊岡市、養父市、朝来市、美方郡を除く）、徳島県板野郡】
- 小松防衛事務所

小松市浮柳町ヨ21　小松空港庁舎
富山県、石川県、福井県
- 京都防衛事務所

京都市中京区御池通西洞院西入ル石橋町438-1 京都地方合同庁舎
滋賀県、京都府
- 舞鶴防衛事務所（防衛装備品に関する事務のみを担当）

舞鶴市余部下1190 海上自衛隊舞鶴地方総監部内
富山県、石川県、福井県、京都府（福知山市、舞鶴市、綾部市、宮津市、京丹後市、与謝郡に限る）、兵庫県（豊岡市、養父市、朝来市、美方郡に限る）
- 東海防衛支局

名古屋市中区三の丸2-2-1 名古屋合同庁舎第1号館
愛知県、三重県、岐阜県
- 東海防衛支局岐阜防衛事務所（防衛装備品に関する事務のみを担当）

各務原市那加官有地無番地航空自衛隊岐阜基地内
岐阜県

## 主要幹部
| 官職名           | 階級       | 氏名     | 補職発令日     | 前職                               |
| ---------------- | ---------- | -------- | -------------- | ---------------------------------- |
| 近畿中部防衛局長 | 防衛技官   | 丸山幹夫 | 2025年08月01日 | 整備計画局施設整備課長             |
| 次長             | 防衛事務官 | 脇坂真一 | 2023年07月14日 | 駐留軍等労働者労務管理機構労務部長 |
| 防衛補佐官       | 1等陸佐    | 松浦高裕 | 2023年12月22日 | 第12ヘリコプター隊長               |
| 舞鶴防衛事務所長 | 2等海佐    | 松﨑徹   | 2024年02月04日 | 海上自衛隊艦船補給処武器部長       |
| 東海支局長       | 防衛事務官 | 前田肇   | 2024年07月19日 | 防衛装備庁調達事業部需品調達官     |
| 岐阜防衛事務所長 | 1等空佐    | 岡本英樹 | 2024年09月02日 | 南西航空方面隊司令部装備部長       |

## 環境問題
東海防衛支局管轄の各務原市の岐阜基地に関しては、岐阜基地#環境対応を参照の事。